# Hyper Music/Feeling Good
"Hyper Music/Feeling Good" é uma canção da banda inglesa de rock alternativo Muse que está no álbum Origin of Symmetry. É o nono single da banda e o quarto do álbum. Foi lançado em 19 de Novembro de 2001 e alcançou a posição de n° 24 no UK Singles Chart.
"Hyper Music" foi escrita pelo vocalista da banda, Matthew Bellamy, e "Feeling Good" foi originalmente escrita por Leslie Bricusse e Anthony Newley para o musical de 1965, "The Roar of the Greasepaint – The Smell of the Crowd".

## Faixas
Todas as faixas escritas e compostas por Muse. 
| 7" Vinil       |                |         |  |
| N.º            | Título         | Duração |  |
| 1.             | "Hyper Music"  | 3:20    |  |
| 2.             | "Feeling Good" | 3:19    |  |
| Duração total: | Duração total: | 6:39    |  |

| CD Single: Hyper Music/Feeling Good |                          |         |  |
| N.º                                 | Título                   | Duração |  |
| 1.                                  | "Hyper Music"            | 3:20    |  |
| 2.                                  | "Feeling Good" (Ao vivo) | 3:01    |  |
| 3.                                  | "Shine"                  | 3:16    |  |
| 4.                                  | "Hyper Music" (Video)    | 3:20    |  |
| Duração total:                      | Duração total:           | 12:57   |  |

| CD2: "Feeling Good/Hyper Music" |                                                                     |         |  |
| N.º                             | Título                                                              | Duração |  |
| 1.                              | "Feeling Good"                                                      | 3:19    |  |
| 2.                              | "Hyper Music" (Ao vivo)                                             | 3:31    |  |
| 3.                              | "Please Please Please Let Me Get What I Want" (Cover do The Smiths) | 1:58    |  |
| 4.                              | "Feeling Good" (Video)                                              | 3:19    |  |
| Duração total:                  | Duração total:                                                      | 12:07   |  |

| Benelux CD1: "Feeling Good" |                          |         |  |
| N.º                         | Título                   | Duração |  |
| 1.                          | "Feeling Good"           | 3:19    |  |
| 2.                          | "Shine"                  | 3:16    |  |
| 3.                          | "Feeling Good" (Ao vivo) |         |  |
| 4.                          | "Feeling Good" (Video)   | 3:19    |  |
| Duração total:              | Duração total:           | 12:55   |  |

| Benelux CD2: "Hyper Music" |                                                                     |         |  |
| N.º                        | Título                                                              | Duração |  |
| 1.                         | "Hyper Music"                                                       | 3:20    |  |
| 2.                         | "Please Please Please Let Me Get What I Want" (cover do The Smiths) | 1:58    |  |
| 3.                         | "Hyper Music" (Ao vivo)                                             | 3:31    |  |
| 4.                         | "Hyper Music" (video)                                               | 3:20    |  |
| Duração total:             | Duração total:                                                      | 12:09   |  |

## Lançamentos
| Região      | Data                   | Gravadora                    | Formato  |
| ----------- | ---------------------- | ---------------------------- | -------- |
| Reino Unido | 19 de novembro de 2001 | Taste Media/Mushroom Records | 7" vinil |
| Reino Unido | 19 de novembro de 2001 | Taste Media/Mushroom Records | 2CD      |
| Benelux     | 19 de novembro de 2001 | Taste/Play It Again Sam      | 2CD      |

## Aparições
- "Feeling good" faz parte da trilha sonora do filme Seven Pounds estrelado por Will Smith.
- Durante a oitava temporada do reallity show, American Idol, o concorrente Adam Lambert cantou "Feeling Good" usando os arranjos feitos pela banda Muse.